# IC 2598
IC 2598 — галактика типу Sa (спіральна галактика) у сузір'ї Малий Лев.
Цей об'єкт міститься в оригінальній редакції індексного каталогу.